# Weißnasensaki
Der Weißnasensaki (Chiropotes albinasus) ist eine Primatenart aus der Gruppe der Neuweltaffen (Platyrrhini).

## Merkmale
Weißnasensakis sind mittelgroße Primaten mit einem dunklen Fell. Sie erreichen eine Kopfrumpflänge von 38 bis 42 Zentimetern, der sehr buschige Schwanz ist ebenso lang wie der Körper. Ihr Gewicht beträgt etwa 2 bis 3 Kilogramm, wobei die Männchen etwas schwerer werden als die Weibchen. Der Kopf ist bei erwachsenen Tieren mit einem Haarschopf und einem Bart an der Kehle versehen. Auffällig ist die fleischfarbene Nase und Oberlippe, die sich deutlich vom dunklen Gesicht abheben. Dieser Bereich ist mit schütterem weißen Fell versehen, das bei lebenden Tieren kaum sichtbar ist, bei Museumsfellen aber deutlich hervortritt. Da die Art anhand eines Museumsfelles beschrieben wurde, trägt sie ihre heutige deutsche und wissenschaftliche (albinasus) Bezeichnung.

## Verbreitung und Lebensraum

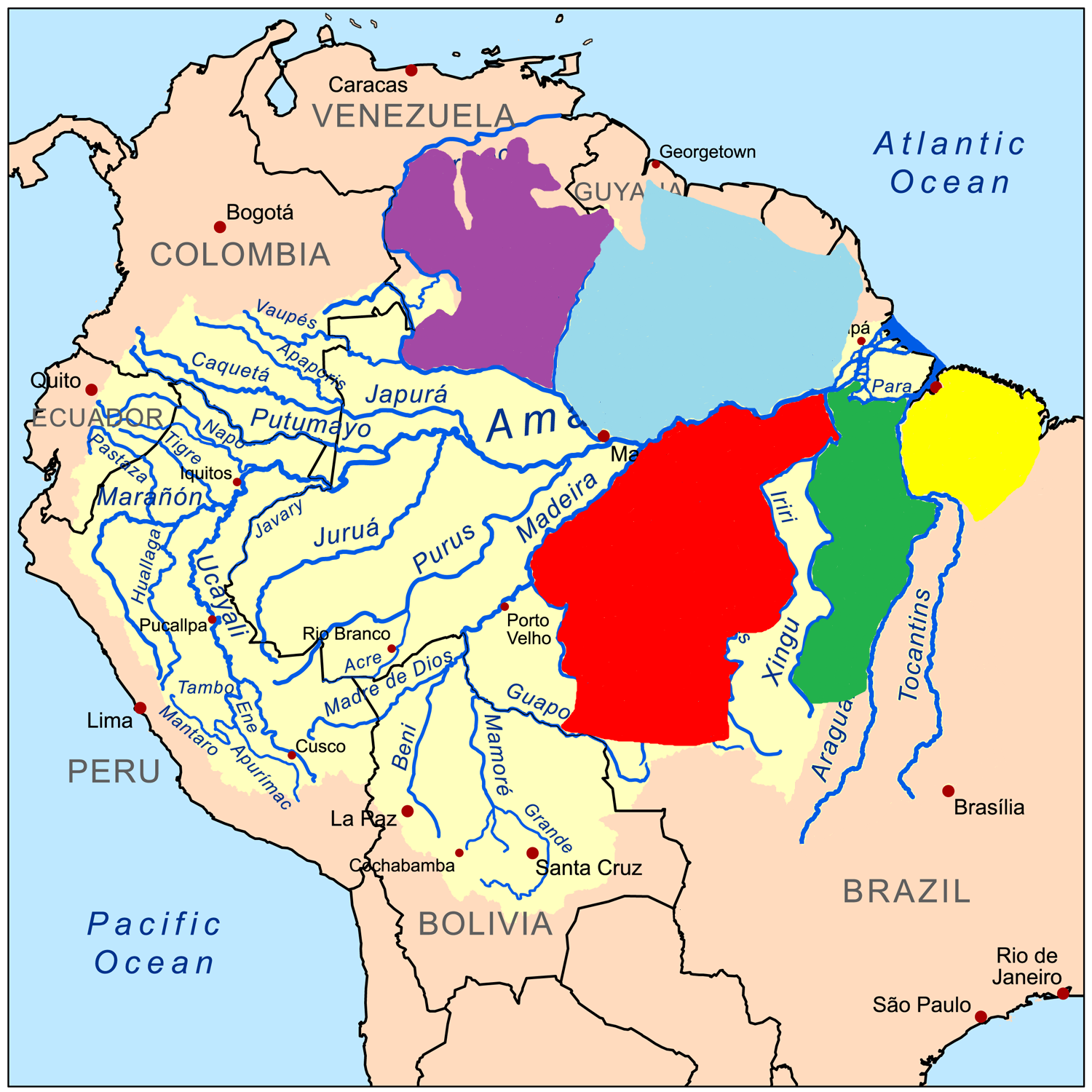
Die Verbreitungsgebiete der fünf Bartsakiarten:
Rot – Weißnasensaki,
violett – Rotrückensaki,
hellblau – Guayana-Rotrückensaki,
gelb – Satansaffe,
grün – Uta-Hick-Saki.

Weißnasensakis kommen nur in Brasilien vor. Ihr Verbreitungsgebiet wird im Norden vom Amazonas, im Westen vom Rio Madeira und im Osten vom Rio Xingu begrenzt. Ihr Lebensraum sind tropische Regenwälder.

## Lebensweise
Weißnasensakis sind tagaktive Baumbewohner. Sie halten sich häufig in der oberen Kronenschicht auf, wo sie sich meist auf allen vieren fortbewegen. Sie leben in Gruppen von 18 bis 30 Tieren, die sich aus mehreren Männchen und Weibchen zusammensetzen. Zur Nahrungssuche teilen sie sich oft in kleinere Untergruppen auf, um zur Nachtruhe wieder zusammenzukommen.
Die Nahrung dieser Tiere besteht vorwiegend aus hartschaligen Früchten und Samen. In geringem Ausmaß nehmen sie Blüten und Insekten zu sich.
Nach rund fünfmonatiger Tragzeit bringt das Weibchen meist ein einzelnes Jungtier zur Welt. Dieses wird nach mehreren Monaten entwöhnt und erreicht die Geschlechtsreife mit rund vier Jahren.

## Gefährdung
Hauptbedrohung für den Weißnasensaki stellt die Zerstörung ihres Lebensraums dar, da die Wälder gerodet und in landwirtschaftlich genutzte Gebiete umgewandelt werden. Eine geringere Rolle spielt die Bejagung wegen ihres Fleisches und ihres Felles. Die IUCN befürchtet, dass die Gesamtpopulation in den nächsten 30 Jahren um 50 % zurückgehen wird und stuft die Art darum als „stark gefährdet“ (endangered) ein.
In Europa wird die Art nicht mehr gehalten, ehemalige Halter sind Frankfurt, Halle, Köln, Leipzig, Wien und London.

## Belege
1. ↑    ZTL 18.6